# Rue du Château-Lafite
La rue du Château-Lafite, également écrite rue du Château-Lafitte et rue du Château-Laffitte, est une ancienne voie des entrepôts de Bercy, dans le  12e arrondissement de Paris, en France.

## Origine du nom
Le nom de cette rue fait référence au grand cru du médoc, le château Lafite.

## Situation
Cette voie des entrepôts de Bercy débutait rue de Thorins et se terminait rue Nicolaï.

## Historique
Cette rue a été ouverte en 1878.
Elle disparait vers 1993, lors de la démolition des entrepôts de Bercy, dans le cadre de l'aménagement de la ZAC de Bercy.
Son emplacement est désormais occupé par la partie du parc de Bercy située entre les rues Joseph-Kessel, de l'Ambroisie, François-Truffaut et le quai de Bercy.